# Sagunt
Sagunt (valencianskt uttal: [saˈɣunt], spanska: Sagunto [saˈɣunto], officiellt namn: Sagunt/Sagunto) är en stad och kommun i provinsen Valencia i den autonoma regionen Valencia i östra Spanien. Staden ligger cirka 25 kilometer nordost om Valencia. Kommunen har 71 377 invånare (2024), på en yta av 133,93 km². Staden Sagunt är belägen några kilometer från Spaniens ostkust, vid floden Palancia.

## Orter
Orter (núcleos) i kommunen Sagunt (inom parentes invånarantal 1 januari 2023):

- Almardà (1 564)
- El Baladre (3 657)
- Los Monasterios (282)
- Urbanització Montpicaio (159)
- El Port de Sagunt (42 543)
- Els Partidores (12)
- Sagunt (20 780)
- Adventistas (113)
- Estació de les Valls (19)